# تششم بويس (باكينجهامشير)
تششم بويس (بالإنجليزية: Chesham Bois)‏ هي قرية وأبرشية مدنية تقع في المملكة المتحدة في إنجلترا. يقدر عدد سكانها بـ 3,117 نسمة .

## أعلام
- مارفن كينج
- هنري تشارلتون باستيان
- أندرو كامبل
- مالكوم سالتر